# 추석
추석(秋夕, Chuseok)은 설날과 더불어 대표적인 한국의 명절로, 음력 8월 15일이다. 한가위라고도 불린다. 가을 저녁에 보름달 보며 소원을 비는 민족의 대명절이다. 한가위는 농경사회인 한국의 명절로 가배일(嘉俳日), 추수 전(조선시대 추수는 음력 9월) 덜 익은 쌀로 빚은 송편과 햇과일을 진설하고 조상들께 감사의 마음으로 차례를 지냈다. 한가위 명절에는 일가 친척이 고향에서 차례 지내고 성묘 가는 전통이 있다. 이 때문에 연휴에 국민들의 고향 방문으로 인해 고속도로가 정체되고 열차표가 매진되기도 하는데, 이를 '민족대이동'이라 한다. 
대한민국은 추석 명절 전날(음력 8월 14일)부터 다음 날(음력 8월 16일)까지 3일 동안 공휴일, 1985년까지는 추석 당일만 쉬며 추석 당일부터 다음 날까지 이틀간 쉬고 1989년부터 지금과 같은 방식의 연휴 적용, 2014년부터 개천절이나 일요일 등의 공휴일과 중복되면 이 다음으로 오는 첫 평일까지 공휴일이지만 개천절이나 일요일과 중복되면 추석 연휴가 하루 더 늘어난다.
추석에는 제기차기, 쥐불놀이, 강강술래 등의 놀이와 보름달 보며 소원 빌기가 옛날부터 전해지는 전통이다.

## 유래
'가을 저녁'이라는 원래의 뜻에 더해 수확, 발해 승리 축하하는 뜻을 더한다. 추석 명절이 언제부터 행해진 것인지는 정확하게 알 수 없지만 신라시대 때이미 있은 것으로 보아 삼국시대 이전에 시작되었을 것이라고 추측된다. '한'이란 '크다'라는 뜻이고 '가위'란 '가운데'를 나타내는데, '가위'란 신라 시대 여인들이 실을 짜는 길쌈을 '가배(嘉排)'라 부르다 말이 변한 것이다.
추석의 유래에는, 신라 제 3대 왕 유리 이사금 때 벌인 적마경기(績麻競技)에서 비롯하였다는 이야기가 있다. 《삼국사기》에는 다음과 같이 이야기가 기술돼 있다.
왕이 6부를 정하고 나서 이를 반씩 둘로 나누어 왕의 딸  두 사람으로 하여금 각각 부(部) 안의 여자들을 거느리고 무리 나누어 편을 짜서 가을 음력 7월 16일부터 매일 아침 일찍 큰 부(大部)의 뜰에 모여서 길쌈하도록 하여 오후 10시 경에 그치는데, 음력 8월 15일에 그 공적의 많고 적음을 헤아려 진 편은 술과 음식을 차려 이긴 편에게 사례하였다. 이에 노래와 춤과 온갖 놀이를 다 행하는데 그것을 가배(嘉俳)라 하였다. 이 때 진편에서 한 여자가 일어나 춤을 추며 탄식해 말하기를 "회소 회소"라 하였는데, 그 소리가 슬프고도 아름답다며 후대 사람들이 그 소리를 따라서 노래 지어 회소곡이라 이름 하였다.

嘉俳의 당시 발음이 ‘가배’와 얼마나 일치하는지는 알 수 없지만, 이로부터 중세 한국어의 ‘ᄀᆞᄇᆡ’와 지금의 ‘(한)가위’라는 이름이 온 것으로 보인다. 또 다른 의견은 대략 10월 경에 벌어지는 동명제에서 비롯됐다는 이야기이다.

### 승전일에서 유래설
일본의 역사책 《일본서기》에 따르면, 신라가 삼국을 통일한 날을 승전일로 기념하여 즐겁게 보냈다 한다.
추석이라는 명절이 신라가 고구려를 멸망시킨 승전일에서 유래했다는 《입당구법순례행기》가 전하는 설명도 있다.
이와 관계하여 한국의 추석 한가위, 중국의 중추절의 관계성에 대한 논란 등에 논의들이 있다.

## 풍습
추석에는 한복을 입고 햅쌀로 빚은 송편과 햇과일·토란국 등 음식들을 장만하여 추수를
```
감사하는 
차례
를 지낸다. 또한 맛 있는 음식을 나누어 먹으며 즐거운 날을 보낸다. 일년 열두 달 365일 '더도 말고 덜도 말고 한가위만 같아라'라는 말도 났다. 곡식이 무르익는 결실의 계절로서, 가장 밝은 저녁 달 보며, 조상에 감사의 뜻으로 
성묘
 드리는 날이다.
```

추석 때는 갖 가지 행사, 놀이가 펼쳐지는데, 길쌈·강강술래·달맞이 등을 한다. 농악을 즐기는가 하면 마을 주민들끼리 편을 가르거나 타 마을과 줄다리기하기도 한다. 잔디밭이나 모래밭에서는 씨름판이 벌어지는데, 이긴 쪽은 장사(壯士)라 하여 소·쌀·광목 등을 상으로 준다. 전라남도 서해안 지방에서는 추석 달이 뜰 즈음 부녀자들이 공터에 모여 강강술래 하였으며, 닭싸움·소싸움도 즐기곤  하였다. 추석은 추수기 맞아 풍년을 기도하고, 조상의 은덕을 기리며 제사 지내는 한국 최대 명절로 햅쌀 술 빚기도 한다.

## 추석 제사의 종교별 의미와 풍속도

### 유교
유교의 핵심은 인간행위의 기본이자 모든 덕의 으뜸으로 삼고 있는 것은 '효' 사상이다. 유교에서 말하는 효의 근본 정신은 가장 귀한 생명을 조건 없이 주고 극진한 사랑과 은혜 베푼 부모와 선조에 감사하는 것이다. 효는 부모 생시 뿐 아니라 사후에도 상례(喪禮)와 제례(祭禮)를 통해 “죽은 이 섬기기를 살아 계실 때 섬기듯이 함(중용 19장)”이라는 정신으로 이어진다.
유교에서는 이 같이 조상에게 지극정성으로 드리는 제사 통해 '신령(神靈)이 흠향(歆饗: 기쁘게 받음)하게 되며 강복(降福: 하늘에서 복을 내리는 일)도 따르게 된다'고 믿는다.
유교 조상제사에는 사당제(祠堂祭), 이제(爾祭), 기제(忌祭) 등이 있는데 형식상 다소 차이는 있으나 대체로 4부분으로 구성돼 있다. 첫째 부분은 마음을 집중시키고 신령의 임재(臨齋)를 준비하는 단계로, 제사 전 마음을 모으는 제계(祭戒), 음식을 차려놓는 진설(陳設), 신령이 임재하게 하는 강신(降神) 등이 있다. 둘째 부분에선 효성의 상징적 표현인 제물을 드리면서 흠향을 간청한다. 여기에는 생시와 같이 정성스럽게 음식을 올리는 진찬(進饌)과 술을 바치는 헌작(獻爵) 등이 있다. 셋째 부분은 신령이 제사를 흠향하고 강복하는 의식이다. 신령이 흠향하도록 문을 닫는 합문(闔門)과 다시 들어가서 차나 숭늉을 드리는 헌다(獻茶)와 제물의 일부를 제주(祭主)에게 먹도록 하는 수작(受昨), 신령의 흠향이 끝났음을 알리는 이성(利成) 등이 있다. 마지막 넷째 부분은 신령에 드리는 의식을 끝내는 마무리 의식으로 작별인사를 올리는 사신(辭神)과 서로 축복하면서 제물을 나누어먹는 음복(飮福) 등이 있다.
유교의 모든 제사의식은 자손들이 죽은 이를 생시와 같이 정성껏 섬기려는 효성의 상징적 표현이며, 신령이 감사의 제사를 흠향하게 되면 하늘에서 자손들에게 복을 내려준다. 또, 신령한 복을 받은 후손의 자세는 “그 복을 혼자 점유하지 않고 친척들과 나누며 삶을 향나는 제물이 되게 함으로써 신령에 화답하는 것”이라고 가르치고 있다.

### 불교
추석 명절 아침 차례는 유교, 불교 의식에도 뿌리 두고 있다. 《백장청규(百丈淸規)》라는 책에는 차례의 뜻을 ‘한 솥에 끓인 차(茶)를 부처님께 바치고 공양드리는 자가 같이 마심으로써 부처와 중생이 하나 되고 또 절 안의 스님과 신자가 같은 솥에 끓인 차를 나누어 마시면서 이질 요소를 동질화시키는 일심동체 원융회통의 의례가 차례’라고 설명해 두고 있다.
불교식 명절 제사 법 전문가 태고종 열린 선원의 승려 법현은 “차례(茶禮)는 하늘과 조상에 차(茶)를 올리면서 드리는 예(豫)”라고 강조한다. 법현은 “신라 경덕왕 시절 충담스님이 부처님께 차를 올렸다는 기록을 비롯해 조상님 사당에 며느리가 차를 올리도록 한 고묘(告廟) 등 역사적 근거가 분명히 존재한다.”라면서 “특히 조선시대 유학자이자 사후에 이조판서에 추중된 한재 이목 선생 집안에서도 차를 올렸다는 기록과 그 후손들은 현재 숭늉 대신 차를 올려 제사를 지내고 있다”라고 말했다.
불교식 가정제사 기본 지침에 따르면 차례 상차림은 간소함을 원칙으로 하고 고기·생선류는 제외한다. 육법공양물에 해당하는 향·초·꽃·차·과실·밥을 올리고 국·3색나물·3색 과실을 갖춘다. 불교 제사는 꽃을 갖춤으로써 육법공양물을 완성하는 뜻이 있다. 불교에서 소개하는 가정제사 절차를 살펴보면 영가 모시기-부처님과 영가(靈駕, 조상 영혼) 모심, 제수 권하기, 불전 전하기(경전 또는 게송 독송), 축원(문) 올리기, 영가에게 편지 올리기(생략 무방), 영가 보내기, 제수 나누기로 제사를 마치고 나면 가족이 둘러앉아 음복(飮福)하며 조상을 기리고 서로 덕담 나눈다.
불교식 축원문에는 조상의 생전 삶을 간략히 되새기고 자손들의 화합과 모든 중생의 성불, 속히 부처의 나라가 이루어지길 바라는 마음 등이 담긴다.

### 천주교
1930년대까지 천주교는 돌아가신 조상 앞에서 절을 하고 섬기는 조상 제사를 미신 행위로 여겨서 제사 금지령을 내린 적이 있다. 이러한 조상 제사문제를 조선정부가 천주교를 무군무부 즉, 임금과 아버지가 없는 종교로 여겨 박해하는 결정적인 원인 중에 하나가 되기도 했고, 선교의 가장 큰 걸림돌이기도 했다. 그래서 천주교 순교자이자 평신도 신학자인 정하상(바오로)은 1839년 기해박해로 순교하기 전에, 천주교 교리를 논증하기 위해 쓴 글에서 천주교 신자들이 제사를 거부하는 이유를 설명하였다.
선조들을 공경하는 민족적 풍습인 제사가 과연 교리에 어긋나는지 의문이 일어나자 교황 비오 12세는 1939년에 “제사 의식은 그 나라 민속일 뿐, 교리와는 하등의 관계가 없다.”라는 훈령을 내려 제사에 관한 교리를 정리하였다. 이 때부터 천주교는 제사를 조상에 대한 효성과 존경을 표현하는 민속적 예식으로 인식하고 제사를 허용하고 있다.
천주교 명절 미사는 가톨릭 전례와 한국인의 전통 제례가 합쳐진 모습을 보여준다. 설이나 한가위 등의 명절에는 본당 공동체가 미사 전이나 후에 하느님에 대한 감사와 조상에게 대한 효성, 추모의 공동 의식을 하는 것이 바람직하다고 알려준다. 천주교는 명절이나 탈상, 기일 등 특별한 날에는 가정의 제례보다는 위령미사를 우선해 봉헌하도록 하고 있다. 2003년 한국 천주교 주교회의가 펴낸 《상장 예식》에 따르면 차례상에는 촛불 두 개와 꽃을 꽂아 놓으며 향을 피워도 된다. 벽에는 십자고상을 걸고 그 밑에 조상의 사진을 모신다. 사진이 없으면 이름을 정성스럽게 써 붙인다. 다만 위패에 신위(神位)라는 글자를 적어서는 안 된다. 이어 성호를 긋고 성가 부르고 성경 구절을 선택하여 읽기, 가장의 말씀, 부모·자녀·가정·부부 위한 기도 등을 거쳐 차례 음식을 음복하고 성호 긋는 것으로 차례 마친다. 또한, 한국 천주교는 설과 한가위를 이동 축일로 제정, 고유 책읽기 고유 감사송을 곁들인 명절미사로 거행하도록 정하고 있다.
천지신명께 고하는 축문(祝文), 영혼이 제물을 받도록 병풍을 가리고 문 밖에 나가는 합문(闔門), 상집에서 죽은 이의 혼을 부를 때 저승에서 온 사자를 먹인다는 사자(使者)밥을 차리는 것 등은 천주교에서 미신으로 규정하고 금지하는 사항이다.

## 조선민주주의인민공화국(북한)의 추석
북한도 대한민국과 마찬가지로 추석을 명절로 하고 있지만, 3일 연휴인 설날과 달리 추석은 당일 하루만 공휴일로 한다.
1967년 5월, 봉건 잔재를 일소하라는 김일성 주석의 지시에 따라 음력설을 비롯한 민속명절을 공식 금지하였지만 1972년부터 추석 명절에 한해서 성묘 등이 일부 허용됐다. 이후 김정일 국방위원장의 조선민족제일주의 주창에 의해 1988년 추석 명절 시작으로 음력설, 단오 등을 민속명절로 부활, 休日로 지정하였고, 2003년부터 양력설 대신 음력설을 기본 설 명절로 쇠게 하고 共休日로 지정하였다. 북한은 양력설, 태양절·광명성절, 국제노동자절, 정권 창건일, 당 창건기념일 등을 국가명절을 더 중요하게 여기고, 설날과 추석, 단오 등은 민족 명절은 더 중요하게 여기지 않는다.
주민들은 집에서 따로 차례 지내지 않고, 차례 음식을 준비하여 성묘 간다. 추석 음식상의 풍요 정도는 남북 간 차이 크지만, 여자들이 주방 일을 하고 남자들은 친척 등 손님과 음식을 먹으며 이야기 나누는 세태는 여전한 듯 하다. 추석 명절 민속놀이로는 농악 등이 곳곳에서 진행하지만, 주로 기관과 단체에 의해 조직된 행사로 자발적 참여율은 낮다.

## 기타
일반적으로 정월 대보름이나 추석 보름달이 가장 크다고 생각하지만, 실제로는 그렇지 않다. 지구를 기준으로 태양과 달이 정반대편에 일직선으로 위치할 때 보름달을 볼 수 있으며, 타원궤도를 도는 달이 근지점을 통과할 때 달이 더 커 보이며, 원지점을 통과할 때 작게 보인다. 달의 공전주기는 양력의 1년과 정확히 일치하지 않기 때문에 보름달이 가장 크게 보이는 달은 매년 다르다. 참고로, 보름달이 가장 클 때를 슈퍼문이라고 한다.
1482년에는 율리우스력을 사용했기 때문에 추석을 양력으로 환산했을 때의 날짜가 8월 27일이었으나 현재의 역법으로는 추석이 양력 8월에 오는 것은 먼 미래에 추분이 9월 15일 이전에 오지 않는 이상 100% 절대 불가능하다. 사실 추석이 9월 5일 이전에 온다는 것 자체가 100% 불가능 한 일이다. 이론상 부처님오신날이 4월 30일이고 윤달이 8월 이후에 낀다면 추석이 9월 2일까지 앞당겨지겠지만 그렇게 되면 윤달이 4월에서 6월에 무조건 끼기 때문에 8월 추석은 절대 불가능하다. 추석은 무조건 하지(6월 21일)보다 73일은 경과해야 한다.

## 같이 보기
- 설
- 정월 대보름
- 단오
- 추수감사절
- 명절 증후군
- 추분 (한국의 추석은 음력 8월 15일로서, 양력 9월 6일~10월 9일 사이에 온다. 즉, 추분 (양력 9월 22일 경) 전후 ±15일이다.)
- 나팔절 (이스라엘 나팔절(로쉬 하샤나)은 히브리력/유대력 디스리 월 1일 (1월 1일) 로서, 양력 9월 5일~10월 5일 사이에 온다. 즉, 추분 (양력 9월 22일 경) 전후 ±15일이다.)

## 참고 문헌
- 임동권, 《한국세시풍속연구》, 집문당, 1985년
- 김영조, 한가위 보름달을 어려운 이웃과 함께, 《오마이뉴스》, 2004.9.26.
- 추석 - 한국의 추수감사절, 추석  보관됨 2021-08-05 - 웨이백 머신